# Libero Gerosa
Libero Gerosa (ur. 1949) – ksiądz katolicki z diecezji Lugano (Szwajcaria); doktor prawa kanonicznego. Od roku 2000 pełni funkcję rektora Fakultetu Teologii w Lugano. Jest sekretarzem generalnym międzynarodowego projektu podręczników teologicznych AMATECA i członkiem Komisji Teologicznej Konferencji Biskupów Szwajcarskich. Autor rozlicznych książek i artykułów z teologii prawa.
Jest kanonikiem honorowym Kapituły Metropolitalnej w Przemyślu.

## Publikacje w języku polskim
- Prawo Kościoła, Amateca t. 12, Poznań 1999. ISBN 83-7014-335-0
- Interpretacja prawa w Kościele. Zasady, wzorce, perspektywy, Kraków 2003. ISBN 83-7318-253-5

## Publikacje w innych językach
- Carisma e diritto nella Chiesa, Milano 1989
- Diritto ecclesiale e pastorale, Torino 1991
- Das Recht der Kirche, Paderborn 1995
- Exkommunikation und freier Glaubensgehorsam. Theologische Erwägungen zur Grundlegung und Anwendbarkeit der kanonischen Sanktionen, Paderborn 1995
- L’interpretazione della legge nella Chiesa, Lugano 2001
- Teologia del diritto canonico: fondamenti storici e sviluppi sistematici, Lugano 2005
- A interpretação da lei na Igreja - Principios, paradigmas e perspectivas, São Paulo 2005. ISBN 85-15-03149-3